# Feqiyê Teyran
Feqiyê Teyran (ur. 1590 w Miks, Hakkari;, zm. 1660) – kurdyjski poeta oraz filozof. Jego prawdziwe imię i nazwisko to Mir Mihemed.

## Życie i twórczość
Urodził się w wiosce Miks, w regionie Hakkari, znajdującego się wówczas na terenach Imperium Osmańskiego. W młodym wieku wyjechał do Cizre, aby tam studiować pod kierunkiem znanego kurdyjskiego poety, Malaye Jaziria.
Jednymi z bardziej znanych dzieł literackich Tayrana są Wesfê şêxê senhanî ("Ku chwale Szejka San'ana"), Qewlê Hespê Reş ("Opowieść o Czarnym Koniu") czy Ber Sîs. Wpływ na historię kurdyjskiej literatury miały również wiersze młodego poety, które zachowały się w jego korespondencji listownej z nauczycielem. W twórczości Tayrana widoczna była inspiracja ludowymi opowieściami.
Tayran był również pierwszym poetą, który opisał Bitwę o Dimdim. Owa bitwa stoczona wojskami kurdyjskimi, a armią Safawidów stanowi symbol walki narodu kurdyjskiego przeciwko obcej dominacji.